# Zenon Izauryjczyk
Zeno, Imperator Caesar Flavius Zeno Augustus, Tarasicodissa, Trascalissaeus (ur. ok. 425, zm. 9 kwietnia 491) – cesarz wschodniorzymski od 9 lutego 474 do 9 kwietnia 491. Był zięciem cesarza Leona I, mężem jego córki Ariadny.
Dowodził wojskami w Antiochii. Przyczynił się do upadku wszechwładnego wodza, Alana Aspara w 471 r. Za panowania swego syna Leona II występował w jego imieniu jako regent. W 475 utracił władzę w wyniku rewolty Bazyliskusa, który ogłosił się cesarzem. W sierpniu 476 roku wkroczył do Konstantynopola, usunął Bazyliskusa i odzyskał władzę. W 477 roku kazał zamordować Armatusa. Pełnił urząd konsula w 479 roku. W tym samym roku Odoaker odesłał mu insygnia cesarskie z zachodu i uznał jego formalne zwierzchnictwo. Mimo tego, Zeno poparł później przeciwko Odoakrowi władcę Ostrogotów Teodoryka, który w 489 najechał Italię, w 493 usunął rywala i założył w niej własne królestwo.
W 482 wydał tzw. Henotikon. W zamierzeniu Zenona miał to być akt kompromisowy między ortodoksyjnym chrześcijaństwem a monofizytyzmem. Jednakże dokument tylko zaognił spory religijne, doprowadzając do tzw. schizmy akacjańskiej.
W 489 zamknął szkołę w Edessie, poddającą się wpływom nestoriańskim. Pod koniec panowania dokonał rzezi Żydów i Samarytan.